# Canadian Pacific Lines in Maine
Le Canadian Pacific Lines in Maine (CPME), filiale du Canadian Pacific Railway (CP), était un chemin de fer américain de classe I qui opérait dans le Maine. Pour respecter les directives de l'Interstate Commerce Commission, les lignes détenues par le Chemin de fer Canadien Paficique dans le Maine furent regroupées au sein d'une filiale américaine indépendante baptisée Canadian Pacific Lines in Maine.

## Histoire
Les lignes du Canadien Pacifique dans le Maine furent achetées ou construites par le Canadien Pacifique avant 1900. Sa route principale reliait Montréal, Québec à Saint Jean, Nouveau Brunswick via un droit de passage sur le Maine Central Railroad entre Mattawamkeag et Vanceboro ; le CP finit par racheter cette portion le 17 décembre 1974.
Les 2 composants majeurs du réseau étaient représentés par:
- L'European & North American Railway, situé à l'extrême est du réseau, il reliait Vanceboro, Maine à Saint Jean, Nouveau Brunswick dans les années 1850. La partie canadienne de cette ligne fut absorbée par le New Brunswick Railway, qui fut à son tour racheté par le Canadian Pacific en 1890. La partie américaine de la ligne fut rachetée et exploitée par le Maine Central Railroad (MEC). Le CP qui détenait un droit de passage sur la portion du MEC, finit par lui racheter cette portion en 1974. Les sections du New Brunswick Railway qui n'étaient pas exploitées furent vendues à l'homme d'affaires K.C. Irving en 1941 ; ces portions furent cédées à sa filiale d'exploitation forestière J.D. Irving Limited. En 1988, le CP constitua une filiale baptisée Canadian Atlantic Railway, pour contrôler ses lignes situées à l'est de Montréal qui connaissaient une baisse de trafic. Entre 1988 et 1993, de nombreuses lignes du Canadian Atlantic Railway furent abandonnées. En 1994, toutes les exploitations du Canadian Atlantic Railway furent vendues à des opérateurs locaux. C'est ainsi que des portions de l'ancien New Brunswick Railway furent rachetées par J.D. Irving Limited, qui continue l'exploitation de sections comme le New Brunswick Southern Railway, le Eastern Maine Railway, et le Maine Northern Railway. Quelques anciennes voies du New Brunswick Railway situées à Grand-Sault (en: Grand Falls) sont exploitées par le Canadian National Railway.

- L’International Railway of Maine fut conçu pour relier le réseau canadien du CP à celui de l'European and North American à Mattawamkeag. Le tracé de la ligne débuta en 1871 et la route fut achetée en 1886 par l'Atlantic and Northwest, filiale du CP. Le CP acheva la construction de divers portions sur l'axe Montreal-St. John sous le commandement de l'ingénieur en chef James Ross, et la ligne put ouvrir en juin 1889.

En plus de cette ligne directe Montreal-St. John, les lignes du Canadien Pacifique comprenaient :
- L'Aroostook River and Houlton Branch, embranchement reliant Fort Fairfield, Maine, à Presque Isle, Maine (43 km),

- et un embranchement additionnel vers Houtlon, Maine (13 km).

La compagnie exploitait un total de 376,5 km de ligne. Les lignes du Canadien Pacifique dans le Maine n'avaient aucune connexion avec celles du Canadien Pacifique dans le Vermont (Canadian Pacific Lines in Vermont).
En 1950, elle réalisait plus d'un million de revenu (4,3 millions par le fret et 424 000 dollars par les voyageurs), ce qui lui permit de faire partie des chemins de fer américains de classe I.